# Hypnum involvens
Hypnum involvens là một loài Rêu trong họ Hypnaceae. Loài này được (Hedw.) P. Beauv. mô tả khoa học đầu tiên năm 1805.